# Kochenbachtalbrücke
Die Kochenbachtalbrücke ist eine 150 m lange und 14 m hohe Eisenbahnbrücke der Schnellfahrstrecke Köln–Rhein/Main. Das Bauwerk liegt beim Streckenkilometer 43 im Stadtbezirk Aegidienberg der nordrhein-westfälischen Stadt Bad Honnef.

## Verlauf
Das sechsfeldrige Bauwerk schließt sich südlich an das Südportal des Trogbauwerks Kluse an. Es überspannt den Kochenbach, einen linken Zufluss des Quirrenbachs.
Die Brückentrasse beschreibt in südlicher Richtung eine Linkskurve. Die Gradiente steigt in dieser Richtung durchgehend an.
Südlich folgt, nach einem kurzen oberirdischen Streckenabschnitt, der Rottbitzetunnel.

## Geschichte

### Planung
Nach dem Planungsstand von Ende 1995 war das Bauwerk mit einer Länge von 165 m geplant.
Die Planung für das Bauwerk im Rahmen der 1997 beschlossenen „Konsenstrasse“ modifiziert.
Ende 1997 lag die geplante Länge bei 150 m. Das Bauwerk wurde später mit dieser Länge realisiert.

### Bau
Das Bauwerk wurde in Walzträger-in-Beton-Bauweise errichtet.
Beim Brand einer Bauzuglok infolge eines Betriebsunfalls wurde die Brücke am 23. Juni 2001 beschädigt.